# Otto Schlosser (Sozialwissenschaftler)
Otto Karl Thomas Schlosser (* 6. Januar 1937; † 16. Dezember 2012 in Berlin) war ein deutscher Sozialwissenschaftler und Hochschullehrer.

## Leben
Nach dem Studium der Sozialwissenschaft wurde Otto Schlosser 1973 an der Technischen Universität Berlin promoviert.
Von 1974 bis 2002 lehrte er als Professor an der Alice Salomon Hochschule Berlin.
Seine letzte Ruhestätte fand Otto Schlosser auf dem Alten St.-Matthäus-Kirchhof Berlin.

## Veröffentlichungen
- Sozialwissenschaftliche Zusammenhangs-Analyse und Profil-Cluster-Analyse (Diss.), Berlin 1975
- Einführung in die sozialwissenschaftliche Zusammenhangsanalyse, Reinbek 1976, ISBN 3-499-21089-4
- Mieter in der Krise : fristlos gekündigt – Zwangsräumung droht (Hrsg.), Berlin 1984, ISBN 3-87061-911-2
- Cluster-Analyse und Typologie : eine methodologisch-exemplarische Studie am Beispiel der Typisierung Berliner Stadtgebiete, Berlin 1994, ISBN 3-930523-03-5